# Чукуньере, Дестини
Де́стини Чукунье́ре (англ. Destiny Chukunyere, род. 29 августа 2002, Биркиркара, Мальта) — мальтийская певица, победительница конкурса песни «Детское Евровидение — 2015». Представительница Мальты на отменённом из-за пандемии COVID-19 конкурсе песни «Евровидение — 2020» и конкурсе песни «Евровидение — 2021».

## Биография
Дестини родилась 29 августа 2002 года в городе Биркиркара, Мальта. Является дочерью бывшего футболиста Ндубиси Чукуньере (р. 1979), который переехал на Мальту из Нигерии. У неё есть сестра Мелоди и брат Айзая.
Чукуньере начала петь в возрасте 9 лет. До «Детского Евровидения» принимала участие в различных конкурсах.

## Детское Евровидение 2015

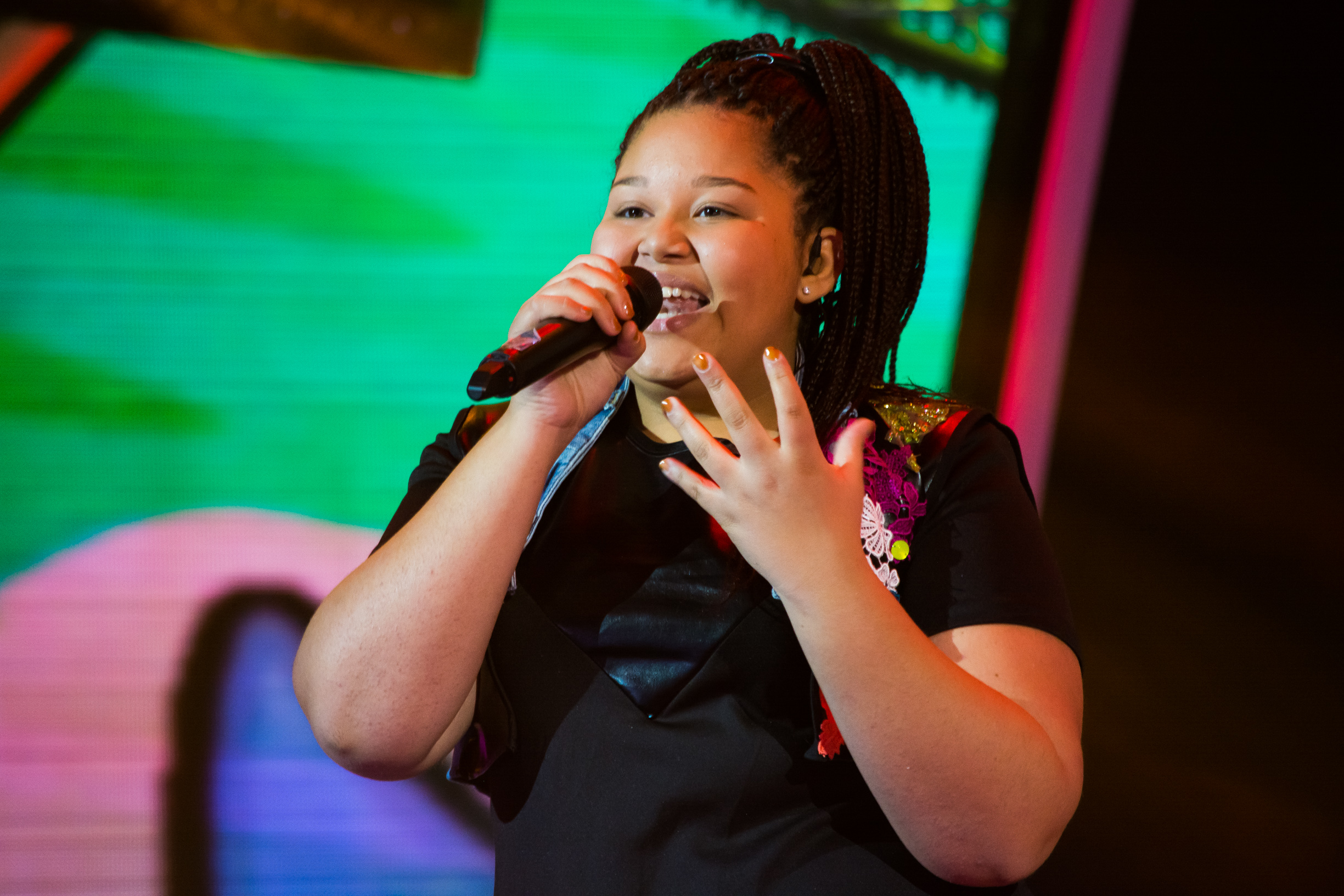
Дестини на «Детском Евровидении» 2015

11 июля 2015 года Дестини выиграла мальтийский отбор и получила право представить Мальту на «Детском Евровидении» 2015 года в Софии, Болгария.
21 ноября 2015 года состоялся финал конкурса. Дестини выступала под 15 номером с песней «Not My Soul» («Не моя душа»). Мальта получила 8 высших баллов (12) от 7 стран и детского жюри. Набрав в итоге 185 баллов Дестини стала победительницей «Детского Евровидения». Дестини установила рекорд по количеству набранных баллов на «Детском Евровидении». Для Мальты эта победа стала второй за три года на «Детском Евровидении».

## «Евровидение-2020» и «Евровидение-2021»
Первоначально она должна была представлять Мальту на отменённом «Евровидении-2020» с песней «All Of My Love» в первом полуфинале конкурса 12 мая 2020 года. В итоге представила Мальту на Евровидении 2021 с песней «Je me casse», заняв в итоге 7 место.